# Позвольский договор
Позвольский договор (Посвольский мир, Позвольский трактат) — серия договоров между Великим княжеством Литовским и Ливонской Конфедерацией, подписанных 5 и 14 сентября 1557 года в местечке Позволь.

## Предыстория
В 1525 году последний великий магистр Тевтонского ордена Альбрехт под влиянием идей Реформации провёл секуляризацию прусских владений Тевтонского ордена, в результате чего было образовано вассальное по отношению к Королевству Польскому Прусское герцогство. Герцог Альбрехт, действуя в союзе со своим братом маркграфом Бранденбурга Вильгельмом, который при его поддержке в 1539 году стал архиепископом рижским, планировал подобным образом провести и секуляризацию Ливонского ландмейстерства (Ливонского ордена). В случае успеха Вильгельм Бранденбургский стал бы светским правителем вассального по отношению к Королевству Польскому или Великому княжеству Литовскому герцогства, но на ландтаге в Вольмаре в 1546 году сословия Ливонии высказались за неизменность ситуации.
Нежелание Вильгельма Бранденбургского подчиниться решению ландтага и продолжение им активной пропольской политики стали причиной начала в 1556—1557 годах короткой междоусобной войны в Ливонии, известной как «позвольская выправа» в польской историографии и «война коадъюторов» в историографии западноевропейской. Вильгельм Фюрстенберг, бывший на тот момент коадъютором Ливонского ордена, прибыл в Ригу с войском и взял в плен архиепископа рижского Вильгельма Бранденбургского и его коадъютора — лютеранина епископа Ратцебургского Кристофа Мекленбургского.
Первоначальные успехи Ордена в этом конфликте были сведены на нет вмешательством короля польского и великого князя литовского Сигизмунда II Августа, потребовавшего, чтобы пленённые Вильгельм и Кристофер были освобождены, а сама Ливонская конфедерация приняла его протекцию.  Кроме того, приказ покинуть Ригу поступил в 1557 году от императора Священной Римской империи Фердинанда I в рейхстаге в Регенсбурге. Когда Сигизмунд объявил войну  и собрал армию, подкрепив таким образом свои требования, предъявленные Ливонии в июле 1557 года, ливонцы, не имея никакой возможности справиться с крупным литовско-польско-прусским войском, и к тому же испытывая давление со стороны усиливающегося Русского царства, были вынуждены пойти на продиктованный Сигизмундом Позвольский мир, и подписали три соответствующих договора в лагере армии Сигизмунда II Августа около Позволя.

## Условия
5 сентября 1557 года при посредничестве представителей Священной Римской империи были составлены соглашения о том, что Вильгельм восстанавливается в должности архиепископа с подтверждением всех его прав и свобод, и о восстановлении мира между Орденом и Великом княжеством Литовским. 14 сентября Вильгельм Фюрстенберг, ставший уже к этому времени ландмейстером Тевтонского ордена в Ливонии, вместе с другими орденскими представителями подписал эти соглашения, а также договор об оборонительно-наступательном союзе, направленном против Москвы.

## Последствия
Заключённый военный союз обычно рассматривается как грубое нарушение условия ливонско-московского мирного договора 1554 года о запрете Ливонии вступать в военный союз с Великим княжеством Литовским. Некоторые российские историки полагают, что именно заключение военного союза стало «casus belli» для начала Ливонской войны Иваном IV.
Между тем, согласно условиям самого союзного договора, его «исполнение его откладывается до того времени, пока не истечёт перемирие [с князем московским], заключённое нами [Фюрстенбергом] и сословиями Ливонии на двенадцать лет…». Существует точка зрения, согласно которой в начале 1558 года в Москве вообще ничего не знали о Позвольском договоре, в доказательство чего приводится текст грамоты Сигизмунда Августа царю Ивану от 6 сентября 1560 года, в которой Сигизмунд указывает Ивану IV на то, что если Ливония была издревле под русской властью, почему царь не защищал её во время «войны коадъюторов».